# Andrea Kruis
Andrea Kruis (Rotterdam, 22 oktober 1962) is een Nederlandse striptekenaar, illustrator en schrijfster. Ze is een dochter van striptekenaar Jan Kruis.
Als kind stond ze omstreeks 1970 model voor Catootje Tromp, een van de kinderen uit het fictieve gezin in Jan, Jans en de kinderen, de bekendste strip van haar vader.

## Levensloop
Ze volgde de opleiding illustratie en beeldhouwen aan Academie Minerva in Groningen. Andrea illustreerde diverse kinderboeken. Vanaf 1991 tekent en schrijft ze strips in weekbladen. In 1998 kwam haar eerste boek uit. 

## Strips
- Vijftien en een ½ in Margriet
- Sammie & Muis in Tina
- Keetje en Waf-Waf in Bobo
- Grietje in een Groningse krant
- Snuitje in LEGO-boekjes

## Boekomslagen/illustraties
- Sjoerd Kuyper, Wat je moet doen als je ... (1988)
- Hetty Heyting, De familie Knots (1994)
- Jeremy Strong, Juf Rommelkont en de piratenbende (1996)
- Annemarie Bon, Groep 3 om nooit te vergeten (2011)
- Rom Molemaker, "Oranjekoorts in Goudkust" (2008)
- Tonja elbers, "niet voor softies 2016

## Boeken
- 2003: De kinderen van de Karekiet
- 2006: Pien en Puk krijgen nieuwe buren
- 2010: De boot van oom Kees